# Libbey-Owens-Ford

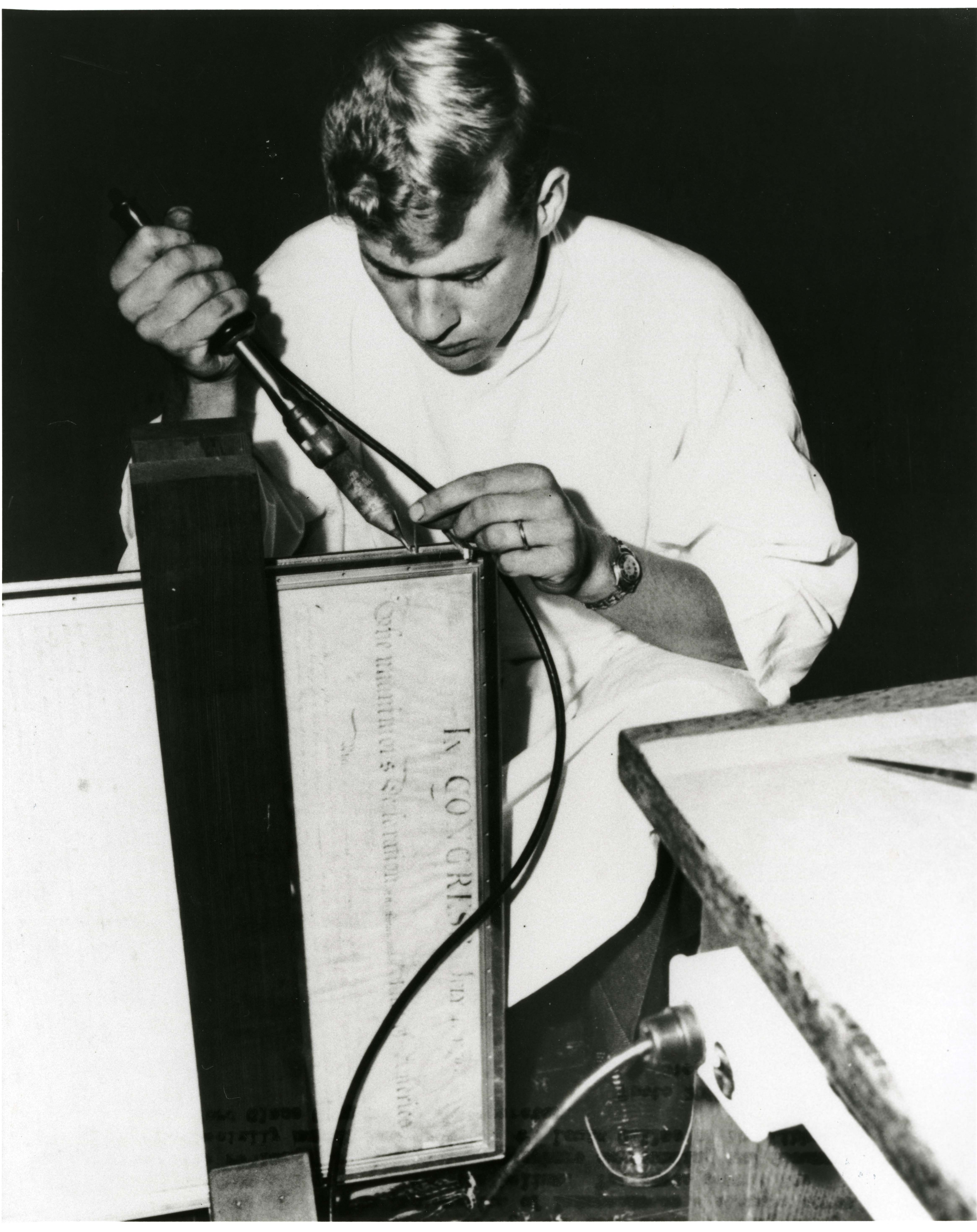
Louis Gilles de Libbey-Owens-Ford ayudando a crear el recinto Declaración de Independencia de los Estados Unidos

Libbey-Owens-Ford Company (LOF) era un productor de vidrio plano para las industrias automotriz y de productos de construcción tanto para fabricantes de equipos originales como para uso de reemplazo. La sede de la empresa y las fábricas principales estaban ubicadas en Toledo, Ohio, con grandes plantas de vidrio flotado en Rossford, Ohio, Laurinburg, Carolina del Norte, Ottawa, Illinois, Shreveport, Luisiana y Lathrop, California. La empresa se formó en 1930 mediante la fusión de la operación de vidrio laminado de Libbey-Owens con la Edward Ford Plate Glass Company, ambas ubicadas en Toledo.

La herencia de la empresa se remonta a 1818 con la fundación de New England Glass Company de East Cambridge (Massachusetts), que se trasladó a Toledo, Ohio, y en 1892 cambió su nombre a  Libbey Glass Company bajo la dirección de Edward Drummond Libbey. Paralelamente,  Michael Owens y sus asociados completaron el trabajo en 1902 en la primera máquina automática de soplado de botellas en pleno funcionamiento (cuyo sucesor fue honrado como Monumento histórico de ingeniería mecánica por la Sociedad Estadounidense de Ingenieros Mecánicos), y en 1903 incorporó Owens Bottle Machine Company. En 1912, Owens adquirió los derechos de la invención de Irving Wightman Colburn para fabricar placas de vidrio. En 1929, Owens Bottle Co. adquirió los activos de Illinois Glass Co. de Alton, Illinois, y se rebautizó a sí misma como Owens-Illinois Glass Co., lo que la convierte en la empresa de vidrio más grande del mundo. Owens-Illinois Glass Company adquirió Libby Glass Company en 1935, pero se separó como una empresa separada en 1993.
En junio de 1916, se organizó la Libbey-Owens Sheet Glass Company, y en 1917 se abrió la primera planta de Libbey-Owens en Charleston, West Virginia. En 1922, se abrió una planta de vidrio laminado Libbey-Owens en Shreveport (Luisiana) convirtiéndose en el mayor fabricante y empleador de la ciudad (sin embargo, esta planta convirtió las operaciones entre 1972 y 1974 en la fabricación de artículos de vidrio de mesa Libbey Glass, que continúa en la actualidad). En 1928, Libbey-Owens fue la primera empresa en producir Vidrio laminado para automóviles y ganó un contrato para suministrar a la Ford Motor Company parabrisas para el Modelo UN. Libbey-Owens se fusionó con  Edward Ford Plate Glass Company  en 1930 para formar Libbey-Owens-Ford Glass Company.
En abril de 1986, LOF vendió su negocio de vidrio y su nombre al  Pilkington Group, una multinacional fabricante de vidrio con sede en el Reino Unido. Las tres unidades de negocio restantes de la empresa, Aeroquip, Vickers y Sterling, fueron retenidas y el holding pasó a llamarse TRINOVA Corporation. El negocio de Sterling se vendió más tarde y, a finales de la década de 1990, la empresa adoptó sus dos principales nombres de unidades comerciales y continuó como Aeroquip-Vickers, Inc., hasta que fue absorbida por Eaton Corporation en 1999. Como parte de Pilkington Group, la empresa conservó el nombre de LOF. Sin embargo, en junio de 2006, Pilkington fue adquirida por Nippon Sheet Glass, y el nombre de LOF fue abandonado en un esfuerzo por cambiar la marca globalmente bajo el nombre de Pilkington.